# 55873 Shiomidake
55873 Shiomidake este un asteroid din centura principală de asteroizi.

## Descriere
55873 Shiomidake este un asteroid din centura principală de asteroizi. A fost descoperit pe 26 octombrie 1997 la Susono de Makio Akiyama. El prezintă o orbită caracterizată de o semiaxă mare de 2,57 ua, o excentricitate de 0,23 și o înclinație de 2,5° în raport cu ecliptica.